# Poranopsis
Poranopsis är ett släkte av vindeväxter. Poranopsis ingår i familjen vindeväxter.
Kladogram enligt Catalogue of Life:
| Poranopsis | \| \| Poranopsis discifera \| \| \| \| \| \| Poranopsis paniculata \| \| \| \| \| \| Poranopsis sinensis \| \| \| \| |
|            | \| \| Poranopsis discifera \| \| \| \| \| \| Poranopsis paniculata \| \| \| \| \| \| Poranopsis sinensis \| \| \| \| |
|            | Poranopsis discifera                                                                                                 |
|            | |
|            | Poranopsis paniculata                                                                                                |
|            | |
|            | Poranopsis sinensis                                                                                                  |
|            | |

## Bildgalleri

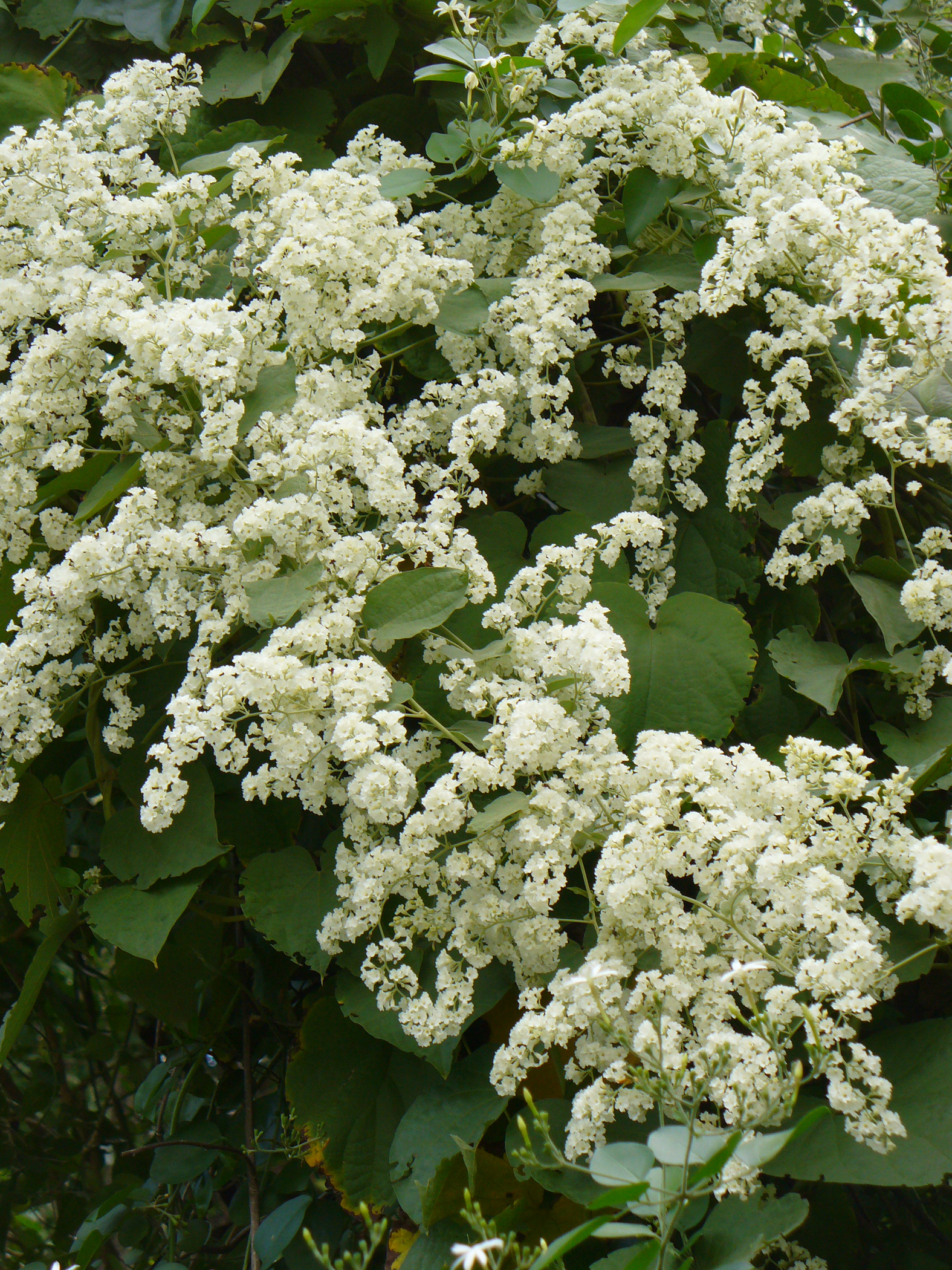
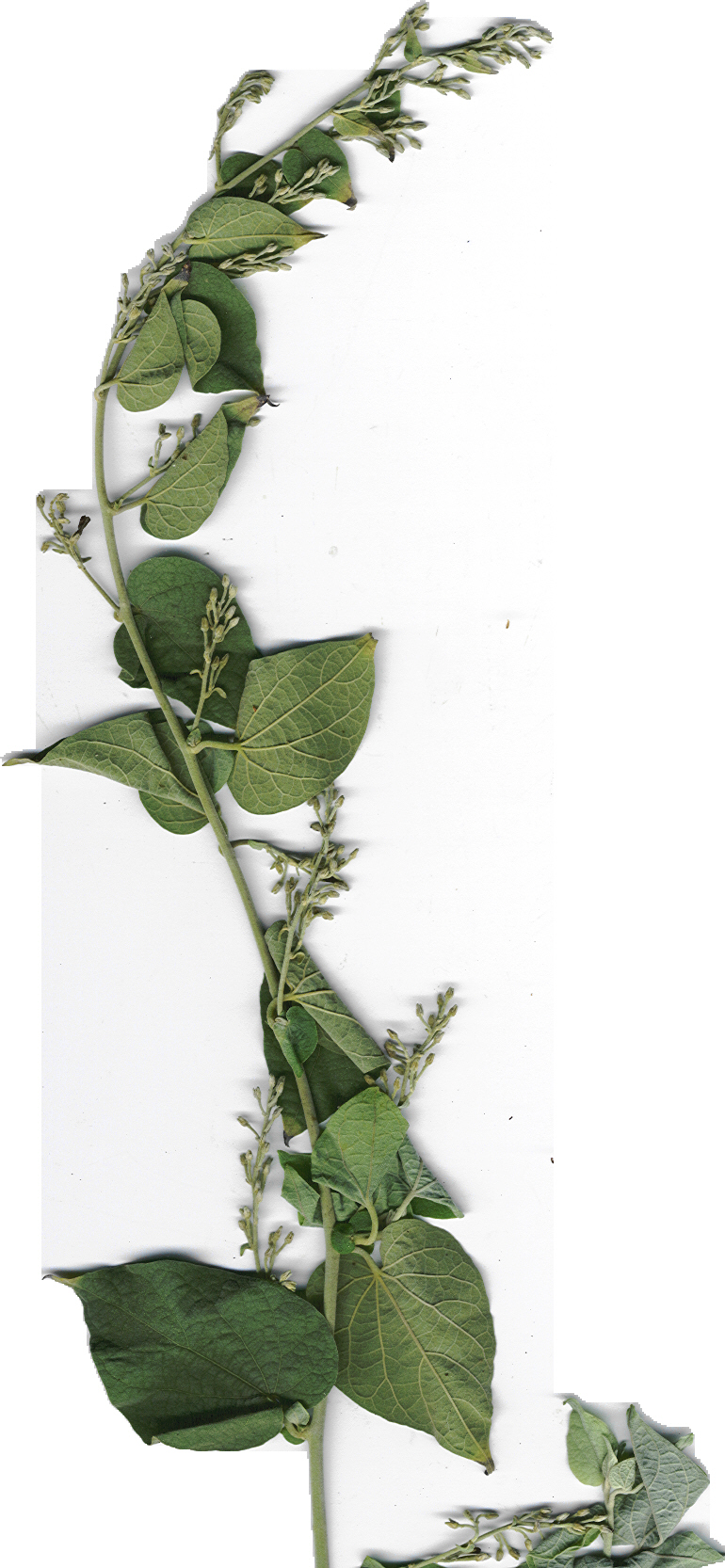
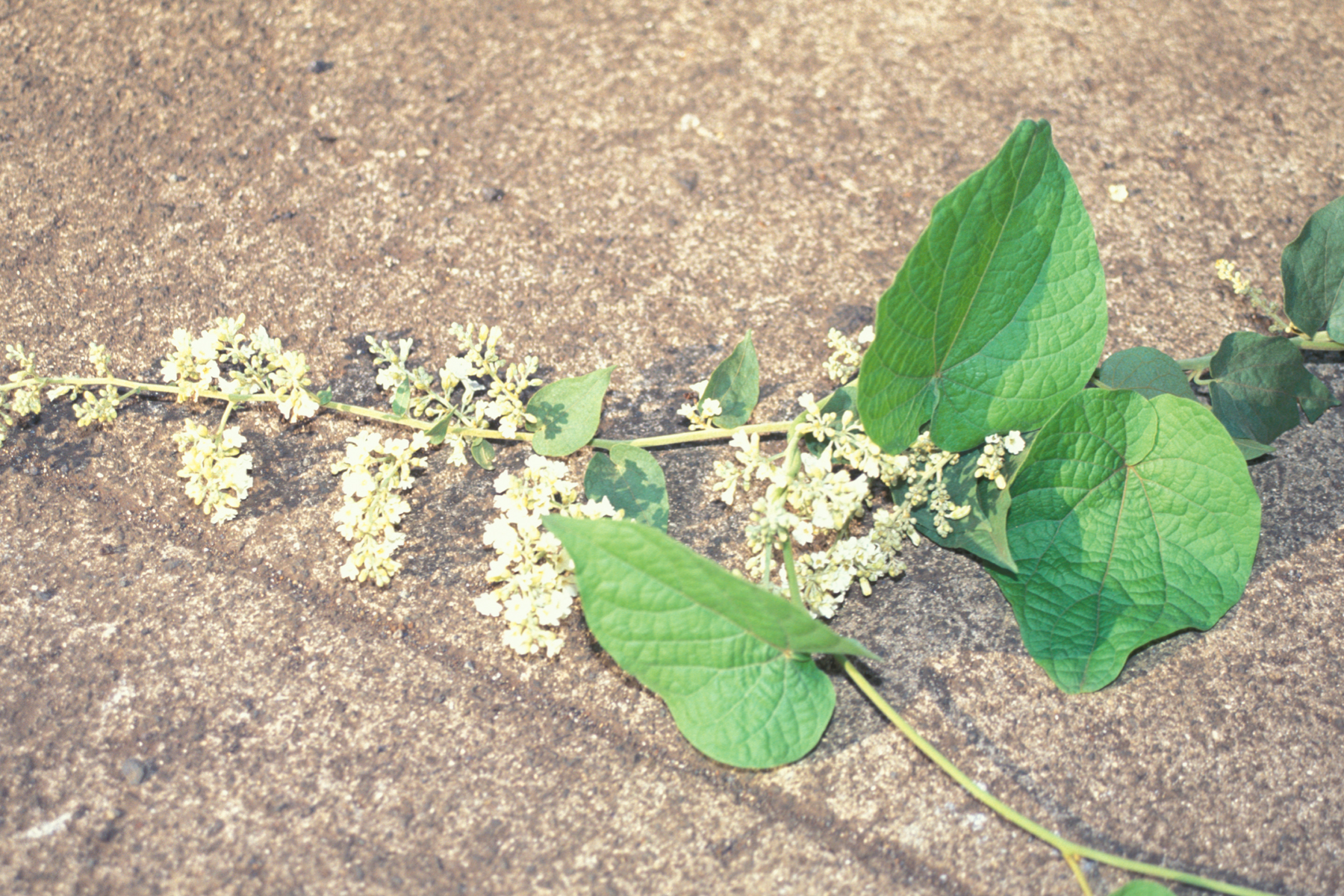
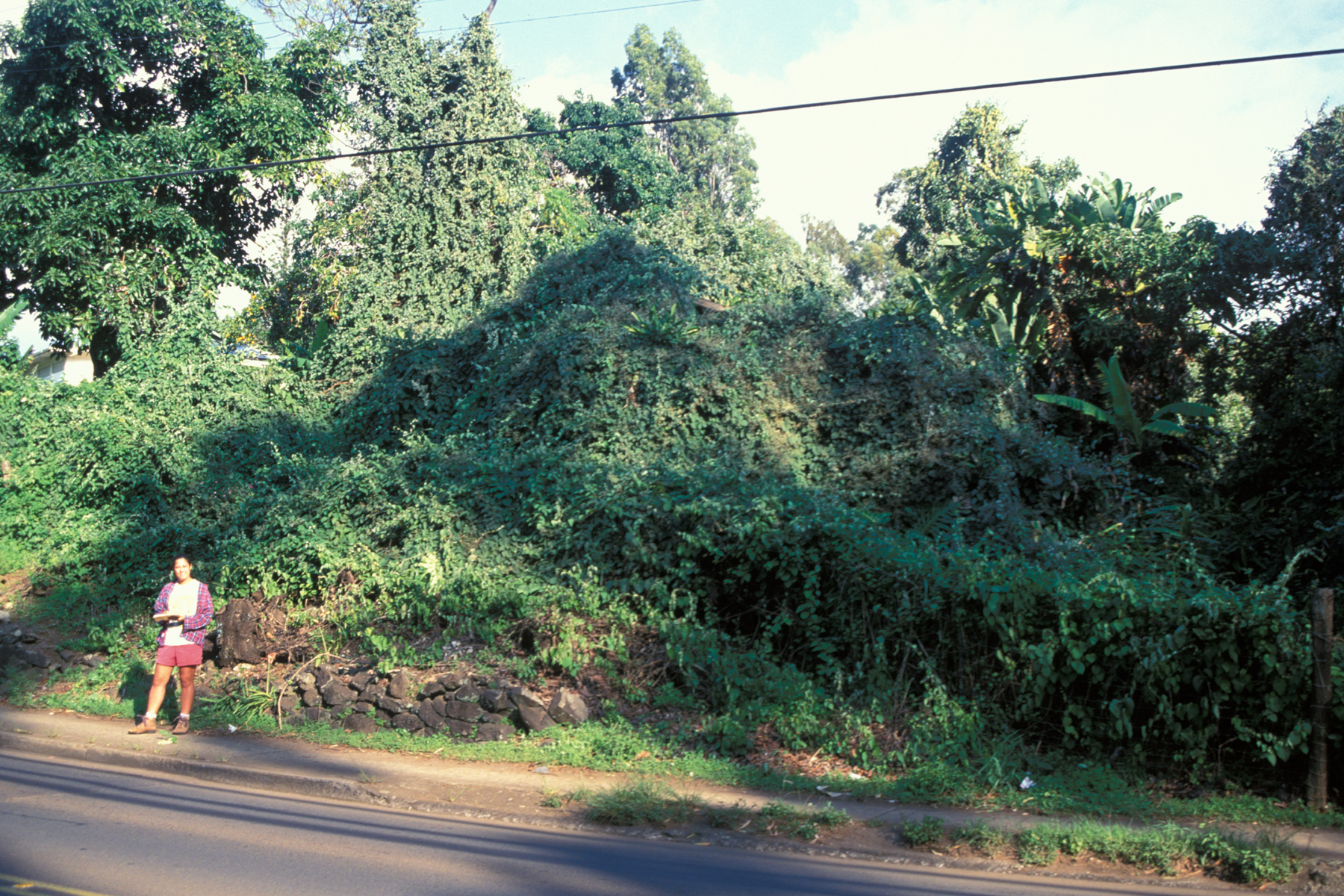